# 엔비디아 옵티머스
엔비디아 옵티머스(Nvidia Optimus)는 엔비디아에서 개발한 컴퓨터 GPU 스위칭 기술로, 클라이언트 응용 소프트웨어에서 생성된 자원의 부하에 따라 컴퓨터 시스템 내의 두 그래픽 어댑터 간에 원활하게 전환하여 시스템 그래픽 렌더링 하드웨어에서 최대 성능 또는 최소 전력 소모를 끌어낸다.
일반적인 플랫폼에는 인텔/AMD의 저성능 내장 그래픽 프로세서와 엔비디아의 고성능 내장 그래픽 프로세서가 모두 포함된다. 옵티머스는 필요하지 않을 때 외장 그래픽 처리 장치(GPU)의 전원을 자동으로 끄고 다시 필요할 때 켜서 배터리 수명을 절약한다. 이 기술은 주로 노트북과 같은 모바일 PC를 대상으로 한다. 외장 GPU의 성능을 활용하는 것으로 결정된 애플리케이션이 시작되면 외장 GPU의 전원이 켜지고 애플리케이션은 해당 GPU를 통한 렌더링 컨텍스트에 의해 제공된다. 그렇지 않으면 애플리케이션은 통합 GPU를 사용하는 렌더링 컨텍스트에 의해 제공된다. 그래픽 프로세서 간 전환은 완벽하게 원활하게 이루어지며 뒷편에서 가시적으로 이러한 전환이 보이지 않도록 설계되었다.
엔비디아가 공식적으로 지원하는 운영 체제는 마이크로소프트 윈도우 및 리눅스이다. 범블비(Bumblebee)라는 프로젝트는 리눅스용 옵티머스 지원을 대체하는 오픈 소스 구현체이다.

## 같이 보기
- AMD 하이브리드 그래픽스